# Johann Gottfried Adolf Stierlin
Johann Gottfried Adolf Stierlin   (Adenau, 14 d'octubre de 1859 - Münster, 26 d'abril de 1930) fou un compositor i cantant alemany.
Estudià en la Reial Acadèmia de Música de Berlín i per espai d'alguns anys es dedicà a l'escena lírica, fins que el 1897 fundà un Conservatori a Münster.
Va compondre les òperes Scapina (Münster, 1887) i Zamora (Halle, 1893); el ballet Die sieben Todsünden; l'oratori Noêl, i la llegenda Loreley.
El seu fill, Kuno Stierlin, també fou un reconegut compositor.